# Marquesat de Benavites

Escut de Benavites Camp de Morvedre.

El Marquesat de Benavites és un títol nobiliari espanyol creat el 18 de maig de 1628 pel rei Felip IV per elevació a marquesat del comtat de Benavites, a favor de Pere Exarch de Belvís i Martorell, I comte de Benavites.
El comtat de Benavites havia estat creat el 8 de juny de 1624 per a Pere Eixarch de Bellvís i Martorell, com a primer comte, passant en 1628 a ser primer marquès de Benavites.
La seva denominació fa referència a la localitat de Benavites (Camp de Morvedre).

## Marquesos de Benevites
|                               | Titular                                    | Període              |
| Creació per Felip IV          | Creació per Felip IV                       | Creació per Felip IV |
| ----------------------------- | ------------------------------------------ | -------------------- |
| I                             | Pere Eixarch de Bellvís i Martorell        | 1628-                |
| .                             | .                                          |                      |
| Rehabilitació per Alfons XIII |                                            |                      |
| IX                            | Bernardino de Melgar y Álvarez de Abreu    | 1893-1942            |
| X                             | María de los Dolores de Melgar y Hernández | 1951- ?              |
| XI                            | María del Campanario de Melgar y Hernández | ? - ?                |
| XII                           | Juan Luis de Narváez y de Melgar           | 1959- ?              |
| XIII                          | Juan Antonio de Narváez y Muguiro          | 1995-2015            |

## Història dels Marquesos de Benavites
Pere Eixarch de Bellvís i Martorell, I marquès de Benevites, abans I comte de Benavites.
Rehabilitat en 1893 per a:
- Bernardino de Melgar y Álvarez de Abreu (1863-1942), IX marquès de Benavites, VII marquès de San Juan de Piedras Albas, VI marquès de Canales de Chozas, senyor d'Alconchel. Va casar amb María de los Dolores Hernández y Torres Gorrita. El va succeir, en 1951, la seva filla:

- María de los Dolores de Melgar y Hernández (n. en 1893), X marquesa de Benavites, VIII marquesa de San Juan de Piedras Albas, VII marquesa de Canales de Chozas. Va casar amb Manuel García Iraola. Sense descendents. La va succeir la seva germana:

- María del Campanario de Melgar y Hernández (n. en 1896),  XI marquesa de Benavites. Va casar amb Ramón de Narváez y Pérez de Guzmán el Bueno, XV marquès d'Espeja. La va succeir, en 1959, el seu fill:

- Juan Luis de Narváez y de Melgar (n. en 1923), XII marquès de Benavites. Va casar amb María Antonia de Muguiro. El va succeir, en 1995, el seu fill:

- Juan Antonio de Narváez i Muguiro (m. 2015), XIII marquès de Benavites. Sense descendents